# Liana Badr
Liana Badr, född 1950 i Jerusalem, är en palestinsk författare.
Badr växte upp i Jeriko under den israeliska ockupationen, och har även bott i Beirut, Damaskus och Tunis. Hon arbetar för närvarande för det palestinska kulturministeriet. Av hennes verk finns novellsamlingen A Balcony over the Fakihani och romanerna A Compass for the Sunflower och The Eye of the Mirror översatta till engelska. Hon har även skrivit manus till den palestinska filmen Rana's Wedding (Alquds fee yom akhar, 2002).